# Eirene lacteoides
Eirene lacteoides är en nässeldjursart som beskrevs av Kubota och Horita 1992. Eirene lacteoides ingår i släktet Eirene och familjen Eirenidae. Inga underarter finns listade i Catalogue of Life.